# 1397
1397 (MCCCXCVII) var ett normalår som började en måndag i den julianska kalendern.

Kalmarunionen upprättas formellt.

## Händelser

### Juni
- 17 juni – Erik av Pommern kröns till kung av Danmark, Norge och Sverige.[1]

### Juli
- 13 juli – Eriks kröningsbrev undertecknas.
- 20 juli – Kalmarunionen upprättas formellt genom att Margerata undertecknar unionsbrevet. Detta är dock skrivet på papper och inte pergament, som var det vanliga för viktigare avtal vid denna tid. Man har därför ifrågasatt dess autenticitet. Faktum är dock att Kalmarunionen kommer att skapa motsättningar fram till sin upplösning 1523 och ännu längre. Kronan skall ärvas inom unionen, men de tre länderna skall behålla sina egna lagar och ämbetsposterna i respektive land skall innehas av landsmän. Det är utrikespolitiken, som skall vara gemensam och unionen är tänkt att utgöra en motvikt mot Hansans starka maktposition.

## Födda
- 15 november – Nicolaus V, född Tomaso Parentucelli, påve 1447–1455.
- Albrekt V av Mecklenburg, son till Albrekt av Mecklenburg.
- Guillaume Dufay, belgisk tonsättare.
- Paolo Uccello, italiensk konstnär.

## Avlidna
- 26 juli – Erik av Mecklenburg, son till kung Albrekt av Mecklenburg.
- 8 eller 9 september – Thomas av Woodstock, hertig av Gloucester.
- Margareta Bosdotter (Oxenstierna), svensk abbedissa.

### Fotnoter
1. ↑  Det hände i dag